# 8691 Etsuko
8691 Etsuko eller 1992 UZ1 är en asteroid i huvudbältet som upptäcktes den 21 oktober 1992 av de japanska astronomerna Yoshio Kushida och Osamu Muramatsu vid Yatsugatake-Kobuchizawa-observatoriet. Den är uppkallad efter Etsuko Kobayashi.
Asteroiden har en diameter på ungefär 5 kilometer och den tillhör asteroidgruppen Vesta.